# Edwin C. Johnson

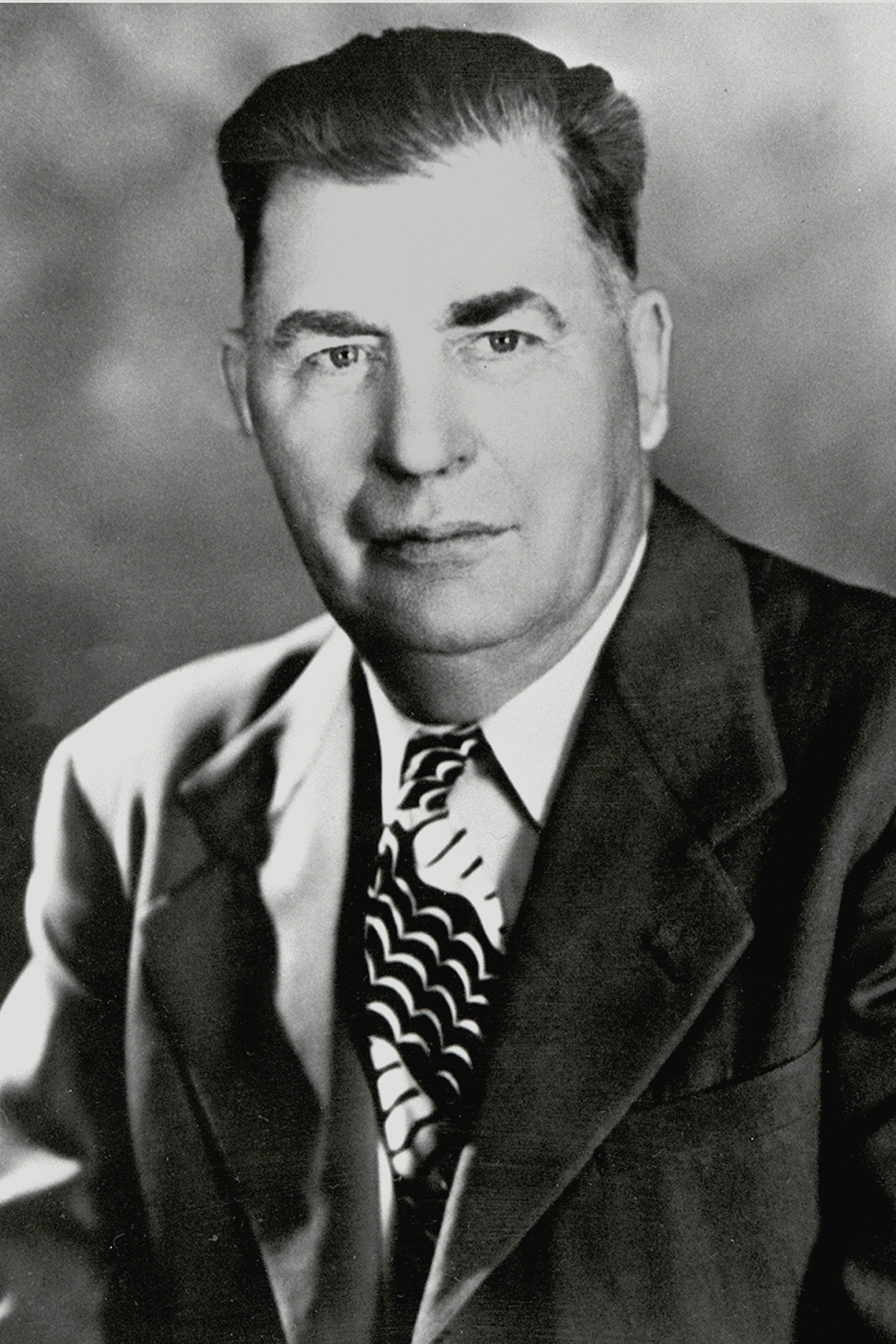
Edwin C. Johnson

Edwin Carl Johnson (* 1. Januar 1884 in Scandia, Republic County, Kansas; † 30. Mai 1970 in Denver, Colorado) war ein US-amerikanischer Politiker (Demokratische Partei) sowie der 25. und 33. Gouverneur des Bundesstaates Colorado.
Johnson wurde 1884 in Kansas geboren. Im selben Jahr zogen er und seine Eltern nach Nebraska und ließen sich dort auf einer Viehranch nahe der Stadt Elsie nieder. Johnson zog nach Colorado. 1923 bis 1931 war er Abgeordneter im Repräsentantenhaus des Bundesstaates, danach übte er von 1931 bis 1933 das Amt des Vizegouverneurs aus. Johnson wechselte im Anschluss in das Gouverneursamt und war von 1933 bis 1937 sowie von 1955 bis 1957 Gouverneur von Colorado. Zwischen seinen zwei Amtszeiten als Gouverneur vertrat Johnson Colorado von 1937 bis 1955 im Senat der Vereinigten Staaten.